# Cladolasma parvulum
Genre
Espèce
Cladolasma parvulum, unique représentant du genre Cladolasma, est une espèce d'opilions dyspnois de la famille des Nemastomatidae.

## Distribution
Cette espèce est endémique de Shikoku au Japon.

## Publication originale
- Suzuki, 1963 : « Cladolasma parvula gen. et sp. n. (Trogulidae: Opiliones) from Japan. » Annotationes Zoologicae Japonenses, vol. 36, p. 40–44.